# Темна квітка
«Те́мна кві́тка» (англ. The Dark Flower) — роман англійського письменника Джона Голсуорсі, написаний у 1913 році. Твір розповідає про еволюцію любовних почуттів Марка Леннона через його відносини з трьома одруженими жінками.

## Історія
У власному житті Джон Голсуорсі пройшов через подружню зраду. Протягом 10 років він потай зустрічався з дружиною свого кузена, а після її розлучення з одружився із нею, і вона стала його помічницею на творчому шляху. Це було однією з причин, чому письменник у своїх роботах підіймав проблеми буржуазного шлюбу. Питання взаємодії особистості із суспільною мораллю він висвітлив у романах «Власник» (1906; перша частина «Саги про Форсайтів») і «Патрицій» (1911). Обидва отримали схвальні відгуки публіки, тому в 1913 році Джон Голсуорсі знов повернувся до цієї ж теми. Однак «Темну квітку» критики оцінили неоднозначно. Не зважаючи на це, роман витримав кілька перевидань і був перекладений іншими мовами.

## Сюжет
Роман складається з трьох хронологічно розділених частин, кожна з яких висвітлює певний період життя головного героя.

### Весна
Студент Марк Леннон відвідує друга — оксфордського професора Гарольда Стормера. Дружина професора, німкеня Анна, так і не полюбила свого чоловіка. Змучившись у чужоземному середовищі, вона зрештою закохується в юного Марка, нехтуючи різницею у віці. Професор з дружиною запрошують Марка на відпочинок в Альпи. Там Анна послідовно втілює план зваблення юнака, і той спалахує до неї невгамовною, по-дитячи наївною пристрастю. Їхній роман перериває неочікуване запрошення Марка на весілля сестри.
Вдома Марк зустрічається з подругою дитинства Сільвією. Дівчина виявляє приязнь до Леннона через невимушені акти доброти, наївні подарунки і дружні розваги. Однак Марк запрошує в гості професорське подружжя. Тепер юнак розривається між коханням до двох жінок одночасно. Анна, на власні очі пересвідчившись, «що юність тягнеться до юності», усвідомлює марність свого кохання і майже таємно покидає гостинний дім. Марк хоче показати, що не байдужий до її від'їзду. Він намагається наздогнати Стормерів на пероні, але запізнюється. З вікна поїзда Анна кидає йому темну квітку.

### Літо
Леннон покинув навчання в Оксфорді і після шести років, проведених у Римі та Парижі, повернувся до дому як здібний скульптор. В Лондоні він познайомився з Олів Крем'єр — молодою, але нещасливо одруженою жінкою. Їхні шляхи пересікаються в Монте-Карло, куди Олів приїхала під опікою дядька і його дружини. Статечне подружжя Еркоттів не схвалює цей позашлюбний зв'язок, але не здатне перешкодити коханцям. Повернувшись до столиці, Марк зустрічається з Олів у неї вдома. Вона дарує йому темну квітку, але цей візит розпалює ревнощі Кремьєра.
Після цього Леннон спокушає Олів вступити з ним у сексуальний зв'язок, вона опирається пропозиції з моральних міркувань. Однак коли Кремьєр, не домігшись уваги від дружини, відкрито загрожує дружині поганими наслідками, та усвідомлює неможливість будь-яких подальших взаємин із чоловіком. Коханці зустрічаються у заміському маєтку Кремьєрів. Після побачення перепливаючи човном річку, вони зазнають нападу розлюченого Кремьєра. Під час інциденту Олів тоне.

### Осінь
Сорокап'ятирічний Марк Леннон одружений із подругою дитинства Сільвією Дун. Хоча життя подружжя бездітне і не надто яскраве, але цілком пристойне і щасливе. Випадок приводить Марка до домівки його оксфордського однокурсника Джона Дромора, де він знайомиться з дочкою останнього Нелл. Юна і незріла краса недосвідченої дівчини пробуджують в серці Марка кохання, яке він намагається притлумити як з міркувань моральності, так і з міркувань здорового глузду, адже різниця в віці не дозволяє йому сподіватись на взаємність. Та поведінка Нелл скоро переконує його у зворотньому.
Марк дає Нелл уроки малювання, а також одночасно працює над її скульптурою, замовленою батьком. Перед від'їздом на канікули дівчина дарує Леннону темну квітку. Марк вважає це дитячою примхою, але після повернення Нелл дає йому зрозуміти, що це була не випадковість. Під час кінної прогулянки по Роттен-Роу Нелл провокативно ризикує і лише чудом уникає травми. Тим часом Сільвія починає підозрювати чоловіка у подружній зраді. Леннон усвідомлює, що однаково щиро любить обох, однак не може обдурити жодну з жінок, тому зважується відкрити свої почуття дружині. Після зізнання Марку вдається здолати спокусу і він пориває з Нелл.

## Аналіз твору
Основним мотивом «Темної квітки» залишається проблема вибору між особистими бажаннями, в яких Голсуорсі бачить втілення свобідної волі людини, і моральними нормами, нав'язуваними суспільством. Показово, що різні історії кохання, розділені просторово і в часі, побудовані за одним і тим же принципом: чоловік закохується в жінку, яка за законом не може відповісти йому взаємністю, при цьому сама жінка потенційно згідна з вибором коханця, тобто психологічно готова до перелюбу. Щоби зв'язати воєдино ці епізоди, письменник використовує як художній прийом алегорію кохання — гвоздику, запах якої асоціюється у Марка зі спогадами про уподобаних жінок. Темно-червоний колір квітки є символічним: мовою квітів червоний означає палке кохання, пристрасть, але тьмяний відтінок натякає на темну сторону почуттів, їхню забороненість, нечистоту.
Автор пропонує читачам три версії тлумачення цих взаємовідносин. Згідно першої версії, чоловік утримується від гріховних стосунків, але не тому, що це його свідомий вибір, а тому що від них відмовляється його партнерка. Показово, що і жінка в цьому випадку робить це не добровільно, а під тиском зовнішніх обставин (з'являється молодша конкурентка). Вочевидь, цю версію Джон Голсуорсі вважає психологічно незрілою, а тому поміщає її в юнацький період життя Марка (Весна).
Згідно другої версії, чоловік «має право» на чужу дружину, якщо вона розділяє його почуття. Саме за такою схемою розвиваються стосунки між Марком і Олів. Письменник вживає різних художніх засобів, щоби довести правомочність такого тлумачення взаємин. Наприклад, він виправдовує Олів, змальовуючи її чоловіка сухим і безжалісним педантом, натякаючи на те, що ужитися з такою вдачею неможливо. «Адвокатами» Марка він робить подружжя Еркоттів — ця зразкова пара бачить розвиток позашлюбних відносин, але не бажає їх силоміць перервати, вбачаючи у недозволеному коханні якусь приховану чистоту почуттів. Показово, що лише взаємини з Олів Марк вважав справжнім коханням свого життя, тому автор відніс цю історію до зрілого віку героя (Літо).
Згідно третьої версії, чоловік закоханий у чужу жінку повинен відмовитись від заборонених взаємин, спираючись на загальноприйняту мораль. За задумом митця, герой повинен зробити це самотужки, черпаючи сили у власному досвіді і стриманості. Саме тому в третій історії коханка взагалі не має вагань щодо перелюбу і навіть виступає його ініціаторкою. Показово і те, що ціллю стриманості виступають не егоїстичні міркування Марка, а турбота про почуття законної дружини, навіть попри те, що вона не позбавлена особистих вад (Сільвія показана надто доброю, бляклою і нецікавою). Цю версію Джон Голсусорсі вважає психологічно найбільш зрілою і поміщає в заключний період життя героя (Осінь).